# Bolívar (canton de Carchi)
Pour les articles homonymes, voir Bolívar.
Bolívar est un canton d'Équateur situé dans la province de Carchi.